# Guma arabska

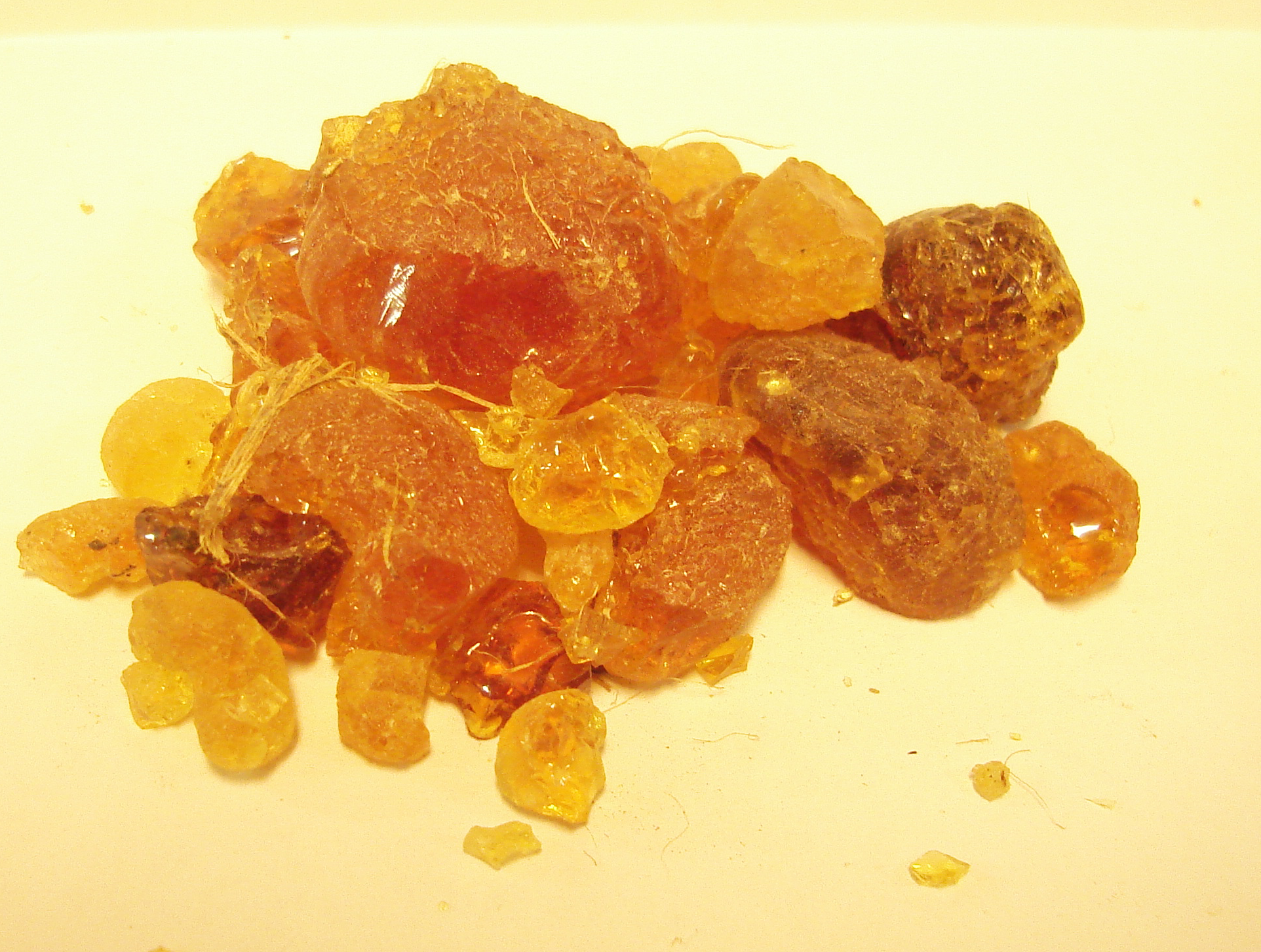
Guma arabska

Guma arabska (łac. gummi arabicum lub gummi acaciae; E414) – twardniejąca na powietrzu guma roślinna, będąca wydzieliną wyciekającą naturalnie w wyniku uszkodzeń lub otrzymywaną przez nacięcie pnia i gałęzi akacji senegalskiej i innych gatunków z rodzaju Acacia pochodzących z Afryki. Znana była już w starożytności.

## Właściwości
Guma arabska jest nierozpuszczalna w etanolu, eterze i olejach, słabo w glicerolu. Prawie całkowicie, lecz bardzo powoli, rozpuszcza się w podwójnej w stosunku do swojej masy ilości wody. Otrzymany roztwór jest bezbarwny lub żółtawy, gęsty, lepki, kleisty i lekko kwasowy. Po wysuszeniu występuje jako żółtawobiałe, żółte lub jasnobursztynowe, czasem z różowawym odcieniem, kruche, nieprzezroczyste, kuliste, owalne lub nerkowate kawałki (łezki) o średnicy ok. 1−3 mm, często ze spękaną powierzchnią, łatwo łamiące się na nieregularne, białawe lub jasnożółtawe, kanciaste bryłki o strukturze muszlowatej, szkliste i przezroczyste. Niekiedy surowiec jest sproszkowany; według FP VIII jest to guma arabska suszona rozpyłowo (Gummi Acaciae dispersione dessiccatum).
Głównym składnikiem gumy arabskiej jest polisacharyd zwany arabiną, będący solą wapniową, magnezową lub potasową kwasu arabinowego. Ponadto w surowcu tym są zwykle zawarte enzymy utleniające – oksydazy i peroksydazy, które mogą powodować niezgodności w recepturze aptecznej np. z witaminą A lub azotanem bizmutu(III).

## Zastosowanie

### Farmaceutyka
Guma arabska jest stosowana w lecznictwie jako środek osłaniający w stanach zapalnych błon śluzowych oraz jako pomocniczy surowiec w recepturze aptecznej – do emulgowania olei tłustych, olejków eterycznych, tłuszczów, wosków i żywic (tzw. emulgator koloidalny olej–woda do użytku wewnętrznego) oraz jako lepiszcze w procesie granulacji na mokro w technologii wytwarzania tabletek (w stężeniu 10–20%). Ze względu na zawarte w niej enzymy utleniające, nie powinna być mieszana z substancjami łatwo utleniającymi się, o ile nie została poddana inaktywacji przez ogrzewanie w temp. 80 °C przez godzinę lub w autoklawie w temp. 120 °C przez 20 min. Nawet w bardzo dużych stężeniach guma arabska nie tworzy galaretowatych żeli.
Guma arabska jest wyszczególniona w polskim urzędowym spisie dozwolonych substancji dodatkowych jako E414 i może być stosowana na zasadzie quantum satis, to znaczy „ile potrzeba”.

### Inne
Roztwory gumy arabskiej były jednymi z pierwszych obiektów badań w chemii koloidów. Wykorzystywał je w tym celu Thomas Graham.
Z gumy arabskiej wytwarza się kleje (biurowe i do znaczków pocztowych) oraz farby artystyczne.
Guma arabska jest jednym z głównych składników cukierków cuberdon.